# جيمس كرايغ
جيمس كرايغ (بالإنجليزية: James Craig)‏ هو سياسي بريطاني، ولد في 1931، وتوفي في 2 نوفمبر 1974. في الانتخابات البرلمانية في أيرلندا الشمالية 1973 ‏، انتخب عضو برلمان أيرلندا الشمالية 1973-1974 وقد انضم خلال فترته النيابية ‏  للكتلة البرلمانية الحزب الديمقراطي الاتحادي.